# عيسى بن إدريس
عيسى بن إدريس حفيد أول سلطان مغربي, من مواليد القرن التاسع, تولى إمارة مدينة سلا وبلاد تامسنا بعد وفاة أبيه إدريس الثاني. وكان أب محمد بن عيسى بن إدريس الثاني.